# 吉野里遺跡
33°19′25″N 130°23′26.5″E / 33.32361°N 130.390694°E

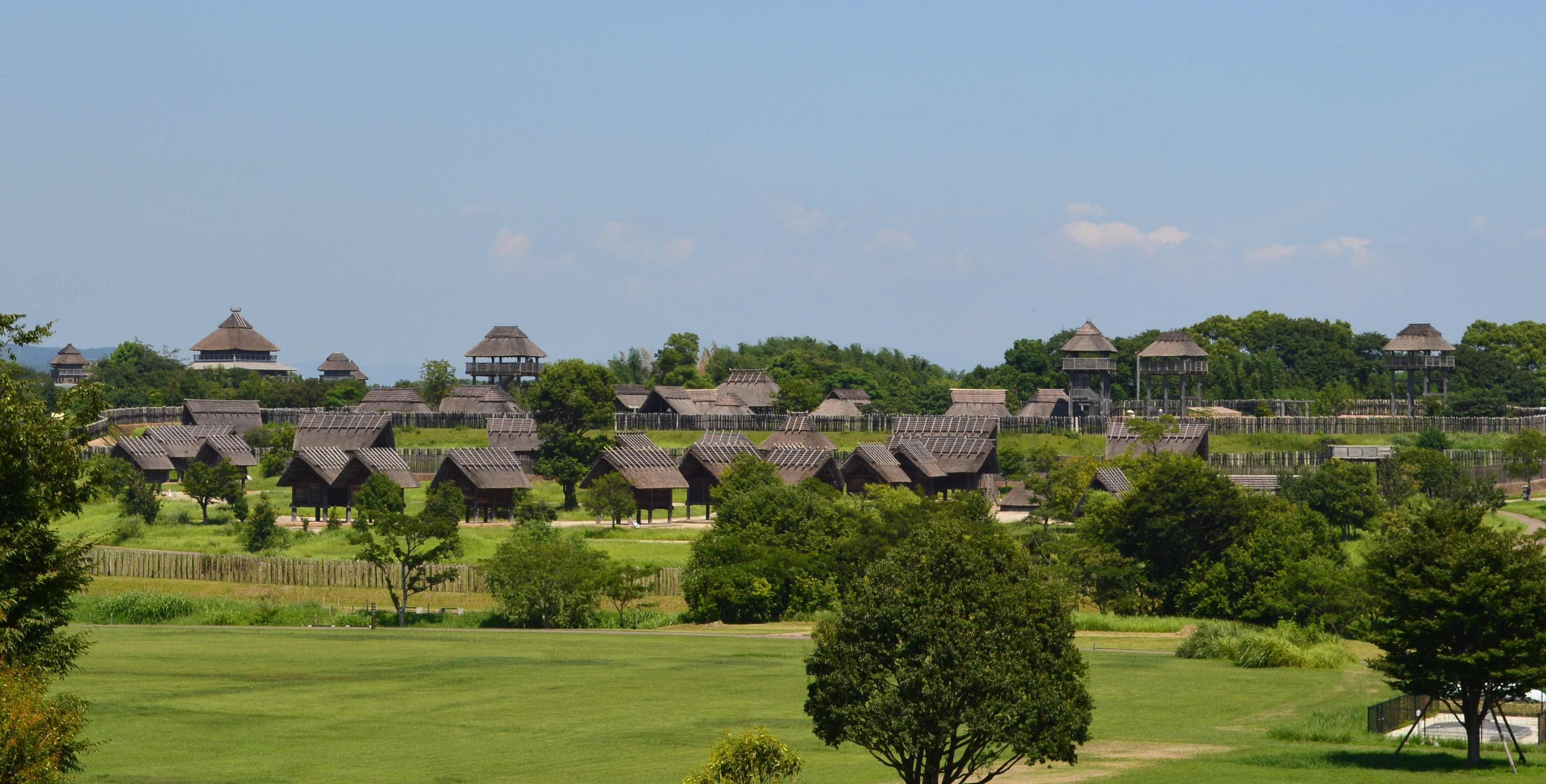
吉野里遺跡

吉野里遺跡（日语：／）是日本彌生時代大規模環濠聚落的遺跡，位於佐賀縣神埼郡吉野里町和神埼市的吉野里丘陵上，面積約50公頃。遺址在1986年被發現，有許多現在一部份屬於國有的吉野里歷史公園。其中的瞭望建物和雙重壕溝等被認為是注重防禦的日本城郭起源。根據在20世紀由陶瓷紋路推定出來的彌生時代年表顯示，吉野里的歷史最早可追溯至前3世紀至3世紀。最近利用碳測年等絕對計算法（absolute dating method）的研究發現，吉野里遺址可追溯至西元前400年左右。這遺址有干欄式建築，這種建築與江南有關係，說明彌生時代與吳越人有關。有人说这里与邪马台有关。

## 外部連結
- 特別史跡 吉野里遺跡（佐賀縣）
- 吉野里歷史公園 （页面存档备份，存于）
- 國營吉野里歷史公園事務所 （页面存档备份，存于）（日本國土交通省九州地方整備局）
- 日本國指定文化財資料庫 （页面存档备份，存于）